# Duane Swanson
Duane Alexander Swanson (Wateman, Illinois, 23 de agosto de 1913 - Cumberland Furnace, Tennessee, 13 de septiembre de 2000) fue un  jugador de baloncesto estadounidense. Con 1,88 m de estatura, su puesto natural en la cancha era el de alero. Fue campeón olímpico con Estados Unidos en los Juegos Olímpicos de Berlín de 1936.